# Emerson de Andrade Santos
Emerson de Andrade Santos (født 23. april 1980) er en brasiliansk fodboldspiller.